# Deocar Schmid
Deocar Schmid (* 14. November 1791 in Lobeda bei Jena; † 3. Dezember 1828 in Kalkutta) war ein deutscher evangelischer Geistlicher.

## Leben
Deocar Schmid Vater war Rudolph Ludwig Schmid, Diakon und Pfarrer von Wöllnitz, der 1796 als Prediger nach Sulzbach bei Apolda berufen wurde.
An Ostern 1803 kam Deocar Schmid, gemeinsam mit seinem älteren Bruder Ludwig Bernhard Schmid, auf das Domgymnasium Naumburg. Er qualifizierte sich noch vor seinem 17. Lebensjahr zu einem Universitätsbesuch und begann 1808 seine theologischen Studien an der Universität Jena. Dort hörte er die Vorlesungen seines Onkels Carl Christian Erhard Schmid zu den Lehren von Immanuel Kant.
1811 wurde er in Weimar examiniert und studierte noch bis 1813, da er das Haker'sche Stipendium erworben hatte. Anschließend ging er als Hauslehrer nach Wölfis bei Gotha und später nach Königsberg.
Durch die Lektüre von Missionsberichten entschloss er sich, Missionar zu werden. Er bewarb sich bei der englischen Kirchenmissionsgesellschaft und wurde von dieser auch angenommen.
Am 7. März 1815 wurde er vom Oberkonsistorialrat und späteren Bischof Ludwig Ernst von Borowski in Königsberg ordiniert. Anschließend ging Deocar Schmid nach London und vertrat dort den Prediger der Savoy Chapel Dr. Carl Friedrich Adolf Steinkopf, der sich längere Zeit in Deutschland aufhielt.
Der ältere Bruder Ludwig Bernhard Ehregott Schmid hatte unterdessen eine Pfarrstelle in Eifel im Kirchenkreis Trarbach erhalten hatte, aber diese wieder aufgegeben, um in Paris orientalische Sprachen und Literatur zu studieren. Deocar Schmid konnte ihn davon überzeugen, ebenfalls Missionar zu werden. 1817 segelten die beiden Brüder, gemeinsam mit Deocar Schmids Gattin Maria, geb. Rönneberg, aus Bremen, nach Madras ab; sie kamen dort am 4. August 1817 an.  Am 5. November 1817 trafen die beiden Brüder eine Gruppe von Protestanten, Katholiken und Hindus in Madras und gründeten gemeinsam die Tamil Bible Association. Anfangs hielten sich die Brüder zum Aufbau einer Missionsstation in Tharangambadi auf, Deocar Schmid wurde jedoch 1818 nach Kalkutta gesandt.
Deocar Schmid gründete in Kalkutta und in Ostindien zwei Vereine:
- Bible Association;
- Apprenticing Society, mit dem Zweck, Indo-Briten (Abkömmlinge von Engländern und Hindus in gemischten Ehen) als Lehrlinge bei Handwerkern unterzubringen; aus diesem Verein entstand später die Seeschule von Kalkutta.[4]

Deocar verstarb im Alter von 37 Jahren an einer Lebererkrankung. Seine Witwe kehrte auf sein Anraten nach Bremen zu ihren Verwandten zurück.

## Werke
- Do the Christian scriptures or the Védas contain a divine revelation: the question briefly discussed in a letter to Rammohun Roy. Calcutta: Baptist Mission Press, 1819.